# 고현욱
고현욱(1980년 9월 17일 ~ )은 대한민국의 가수이다. 그룹 휴식 멤버로 활동했다.

## 학력ㅋ
- 청강문화산업대학 미디어영어과

## 방송출연
- 《너의 목소리가 보여 시즌 9》 (2022년, Mnet)

## 음반
- 《Trot Box Vol.19》(with 트로트박스) (2021년)
- 《Trot Box Vol.12》(with 트로트박스) (2018년)
- 《Trot Box Vol.11》(with 트로트박스) (2018년)
- 《Trot Box Vol.9》(with 트로트박스) (2018년)
- 《함께였었던..》 (2013년)
- 《연애소설》 (2013년)
- 《The Artist (조덕배 25주년 기념앨범)》 (2010년)
- 《스마일 프로젝트 Vol. 3 - 그런 날이 오겠죠》 (2008년)
- 《Best Drama Hits》 (2006년)
- 《눈물이 흐를때》 (2004년)
- 《A Vocalist Of Warm Sensitivity》 (2003년)

휴식
- 《혼자 마시는 커피》 (2005년)
- 《느낌 2002》 (2002년)
- 《Airplay》 (2002년)
- 《명작(名作)》 (1998년)
- 《사랑했던 날》 (1997년)

### OST
- 《취해볼게》 (2015년)
- 《Event》 (2015년)
- 《SBS 불량가족 OST》 (2006년)
- 《아는 여자 OST》 (2004년)
- 《회전목마 OST》 (2003년)
- 《잎새 OST》 (2001년)

## 수상
- 청강가요제 대상